# Науково-виробниче об'єднання «ЕТАЛ»
Науково-виробниче об'єднання «ЕТАЛ» — завод-виробник контактної апаратури, друкованих плат, низьковольтних комплектних пристроїв.

## Історія
В 1947 р. в  Олександрії була створена дільниця № 9 Донецької виробничої контори (ДВК).
В 1952 р. дільниця ДВК виділяється в самостійне ремонтно-монтажне управління.
15 квітня 1954 р. в  Олександрії на території ремонтно — монтажного управління був створений Олександрійський електромеханічний завод.
Перша продукція підприємства — різні електричні машини і пульти управління.
В 1961 р. разом з Московським Всесоюзним науково-дослідницьким інститутом електромеханіки розпочато виробництво та серійний випуск магнітних підсилювачів.
В 1967 р. для освоєння нових видів продукції було створено власне конструкторське бюро.
В 1980 р. розпочато виробництво контактної апаратури.
В 1994 р. переобладнане виробництво друкованих плат, а також виробляються системи управління складними технологічними процесами для  атомних електростанцій,  ТЕЦ, харчової та нафтогазової промисловості.
У лютому 1990 р. Олександрійський електромеханічний завод змінює назву на АТ «Науково-виробниче об'єднання „Етал“».
В 1997 р. підприємство увійшло в концерн «ЛАН» з випуску зернозбиральних комбайнів «ЛАН».

## ТОВ "ЕМЗ "ЕТАЛ" сьогодні
Підприємство складається з трьох основних виробництв:
- Виробництво контактної апаратури;
- Виробництво  друкованих плат;
- Виробництво низьковольтних комплектних пристроїв;